# Primera B Metropolitana
Primera B Metropolitana jest jedną z dwóch regionalnych lig tworzących argentyńską trzecią ligę. Równoległą do niej ligą jest Torneo Argentino A.
W Primera B biorą udział 22 drużyny z prowincji Buenos Aires, natomiast Argentino A składa się z zespołów z reszty kraju, czyli z prowincji (El Interior).
Mistrz Primera B uzyskuje awans do drugiej ligi (Primera B Nacional Argentina), która składa się z 10 drużyn z Buenos Aires i 10 z prowincji. Następne 8 drużyn rozgrywa mecze barażowe by wyłonić spośród siebie zespół, który zmierzy się z drugim od końca zespołem drugiej ligi (według drugoligowej tabeli tworzonej według tzw. średniej z trzech sezonów). Jeśli wygra - awansuje szczebel wyżej. Awansować zatem może jeden lub dwa zespoły.
Reguły, na podstawie których wyłania się spadkowiczów, są podobne jak w wyższych ligach. Tworzona jest tabela na podstawie liczby punktów na jeden mecz uzyskanych w ciągu ostatnich trzech sezonów. Zespół, który w tej tabeli będzie ostatni, spada do ligi czwartej - Primera C Metropolitana, natomiast zespół w tej tabeli przedostatni musi stoczyć baraże z odpowiednio wyłonionym zespołem z ligi czwartej. Jeśli przegra - także spada do niższego szczebla, a zwycięzca awansuje na jego miejsce. Tym sposobem z ligi spada jeden lub dwa kluby.

## Spadki i awanse z ligi
| Sezon     | Awans do drugiej ligi (Nacional B)                                  | Spadek do czwartej ligi (Primera C) | Spadek z drugiej ligi (Nacional B) | Awans z czwartej ligi (Primera C) |
| --------- | ------------------------------------------------------------------- | ----------------------------------- | ---------------------------------- | --------------------------------- |
|           |                                                                     |                                     |                                    |                                   |
| 2005/06   | Platense                                                            |                                     |                                    |                                   |
|           |                                                                     |                                     |                                    |                                   |
| 2004/05   | Tigre                                                               |                                     |                                    |                                   |
|           |                                                                     |                                     |                                    |                                   |
| 2003/04   | Sarmiento                                                           |                                     |                                    |                                   |
|           |                                                                     |                                     |                                    |                                   |
| 2002/03   | Ferro Carril Oeste                                                  |                                     |                                    |                                   |
|           |                                                                     |                                     |                                    |                                   |
| 2001/02   | Social Español                                                      |                                     |                                    |                                   |
|           |                                                                     |                                     |                                    |                                   |
| 2000/01   | Defensores de Belgrano                                              |                                     |                                    |                                   |
|           |                                                                     |                                     |                                    |                                   |
| 1999/2000 | Estudiantes (BA)                                                    |                                     |                                    |                                   |
|           |                                                                     |                                     |                                    |                                   |
| 1998/99   | Argentino de Rosario, Temperley                                     |                                     |                                    |                                   |
|           |                                                                     |                                     |                                    |                                   |
| 1997/98   | El Porvenir, Tigre                                                  |                                     |                                    |                                   |
|           |                                                                     |                                     |                                    |                                   |
| 1996/97   | Almirante Brown, Defensa y Justicia                                 |                                     |                                    |                                   |
|           |                                                                     |                                     |                                    |                                   |
| 1995/96   | Aldosivi, Almagro, Sportivo Italiano, Olimpo, Temperley, Cipolletti |                                     |                                    |                                   |
|           |                                                                     |                                     |                                    |                                   |
| 1994/95   | Atlanta i Tigre                                                     |                                     |                                    |                                   |
|           |                                                                     |                                     |                                    |                                   |
| 1993/94   | Chacarita Juniors                                                   |                                     |                                    |                                   |
|           |                                                                     |                                     |                                    |                                   |
|           |                                                                     |                                     |                                    |                                   |